# Ryoya Yamashita
Ryoya Yamashita (山下 諒也 Yamashita Ryoya?), född 19 oktober 1997 i Shizuoka prefektur, är en japansk fotbollsspelare.
Yamashita började sin karriär 2020 i Tokyo Verdy.